# Amt Hannover
Das Amt Hannover war ein Verwaltungsgebiet des Königreichs Hannover bzw. der preußischen Provinz Hannover  mit Sitz in Hannover.

## Geschichte
Das Amt geht auf das Gerichtsschulzenamt Hannover zurück, das nach der Erhebung der Stadt zu Residenz (1636) entstanden war, und sich zu amtsgleichen Behörde für die Neustadt, Vorstadt und Gartengemeinde Hannovers entwickelte.
Im Zusammenhang mit der Vereinigung der alten Stadt Hannover (Altstadt) mit der Calenberger Neustadt im Jahr 1824 wurde das bisherige Gerichtsschulzenamt Hannover, das jetzt nur noch für die Vorstadt, die Gartenstadt sowie die Kriminalgerichtsbarkeit der Neustadt zuständig war, mit dem Amt Koldingen zum Amt Hannover zusammengeschlossen. Im Zuge der Gebietsreform von 1852 wurden das Dorf Linden und die Vorstadt Glocksee ausgegliedert und an das neugebildete Amt Linden abgegeben. Im Gegenzug kam Arnum vom Amt Calenberg an das Amt Hannover. 1859 wurde die gesamte Vorstadt, mit Ausnahme des Schloss- und Gartenbezirks in Herrenhausen, der Stadt Hannover zugelegt. Zugleich ging das ausgehobene Amt Langenhagen im Amt Hannover auf.
Seit 1867 bildete das Amt Hannover mit den Ämtern Linden und Neustadt am Rübenberge sowie den amtsfreien Städten Neustadt am Rübenberge und Wunstorf den Steuerkreis Hannover. 1885 wurde das Amt in die Kreisverfassung überführt.

## Amtmänner
- 1824–1834: Johann Friedrich Kaufmann, Amtmann
- 1834–1843: Philipp Reinecke, Amtmann
- 1844–1858: August Leonhard Heinrich Dieterichs, Amtmann, ab 1853 Oberamtmann
- 1858–1859: Friedrich Philipp Wilhelm Graf von der Schulenburg-Hehlen, Amtmann
- 1859–1863: Carl Theodor Friedrich Wilhelm Schwarz, Amtmann, ab 1862 Oberamtmann
- 1863–1868: Ludwig Wilhelm Kritter, Oberfinanzrat, Amtmann
- 1868–1875: Carl Meister, Amtmann
- 1876–1885: Egmont von Brünneck, Amtmann, 1885–1904 Landrat